# Unser Lieben Frauen (Burg bei Magdeburg)

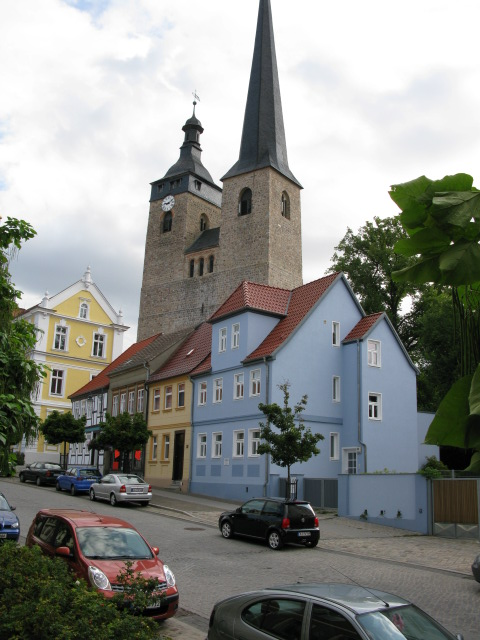
Unser Lieben Frauen (Burg bei Magdeburg)

Die evangelische Stadtkirche Unser Lieben Frauen in Burg bei Magdeburg, Sachsen-Anhalt, ist eine gotische Stadtkirche mit romanischen Bauteilen. Sie gehört zur Kirchengemeinde Unser Lieben Frauen und St. Nicolai in Burg im Kirchenkreis Elbe-Fläming der Evangelischen Kirche in Mitteldeutschland. Sie ist auch als Oberkirche Unser Lieben Frauen bekannt und prägt mit ihren ungleichen Türmen gemeinsam mit der Unterkirche St. Nicolai bis heute das Stadtbild von Burg bei Magdeburg.

## Geschichte und Architektur

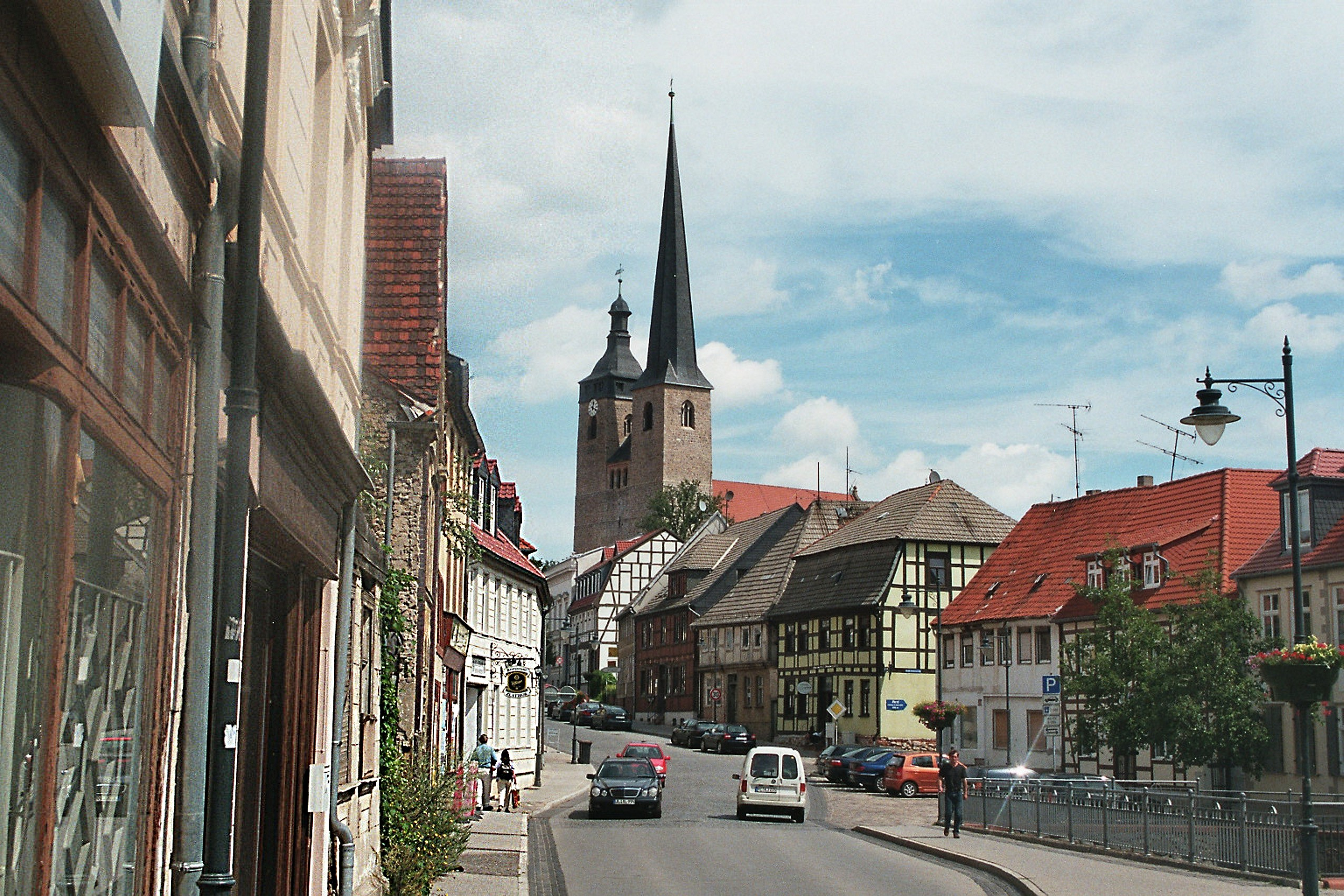
Unser Lieben Frauen im Stadtbild von Burg

Die Oberkirche in Burg wurde 1186 erstmals erwähnt. Von dem spätromanischen Ursprungsbau stammt noch der im oberen Teil zweitürmige Westbau, der demjenigen der Unterkirche ähnelt, jedoch erst um die Mitte des 13. Jahrhunderts ebenfalls sehr sorgfältig aus Feldsteinquadern errichtet wurde. Die oberen Teile der Doppeltürme zeigen dreiteilige kleeblattbogige Schallöffnungen in spitzbogiger Blende. Das dreiteilige Innere des Westbaus ist in den Seiten mit Quertonnengewölben, im mittleren höheren Teil mit Kreuzgratgewölben geschlossen und zum Mittelschiff mit Spitzbogen geöffnet. Der schlanke spitze Helm des Südturms wurde 1585 errichtet, der Nordturm 1586 für eine Türmerwohnung erhöht und mit einer geschweiften Haube mit Laterne abgeschlossen. Ein weiterer Rest des romanischen Erstbaus ist die halbkreisförmige Apsis in der Ostwand des nördlichen Seitenschiffs, die offenbar zu einem nicht mehr vorhandenem Querhaus gehörte.

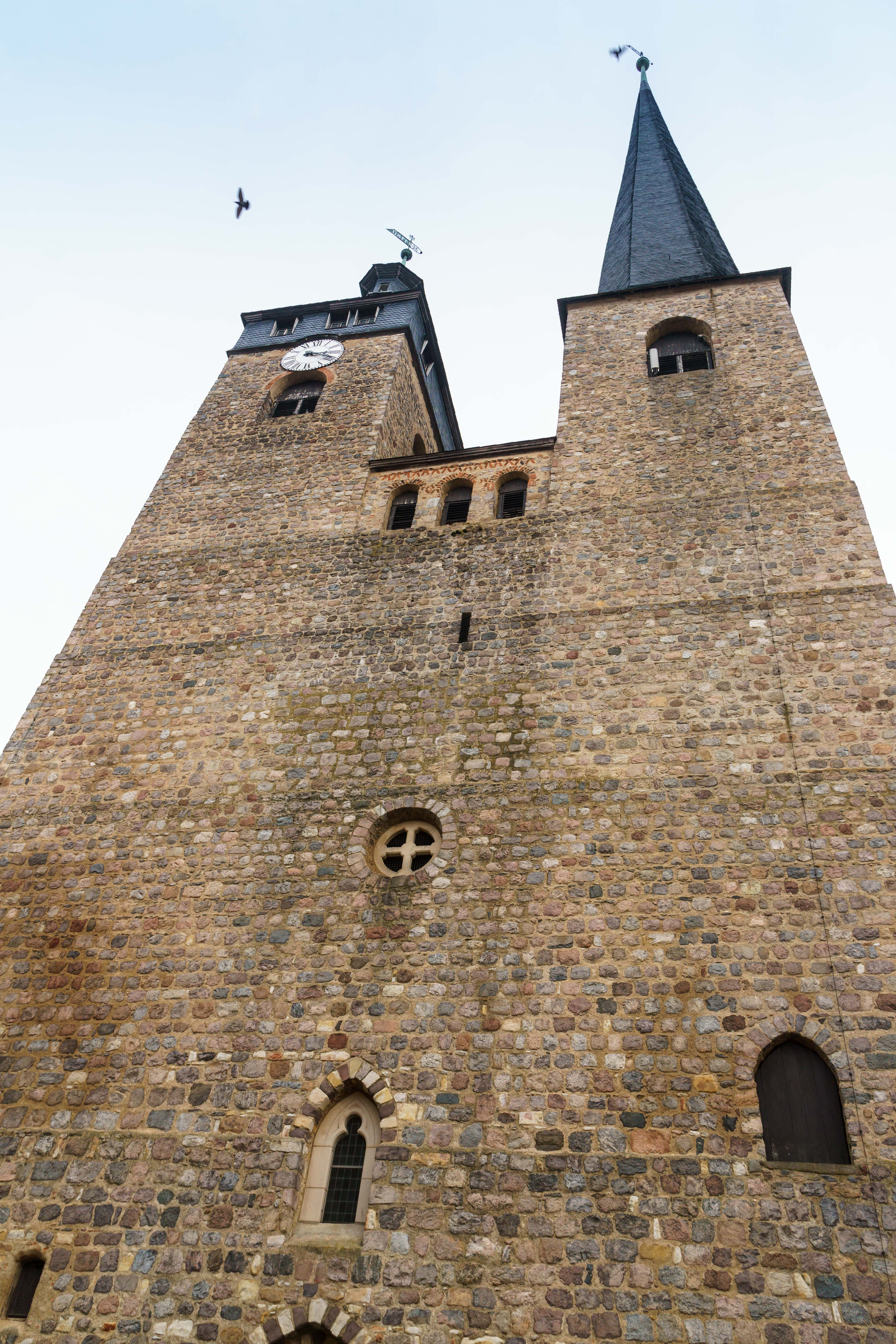
Westbau Unser Lieben Frauen

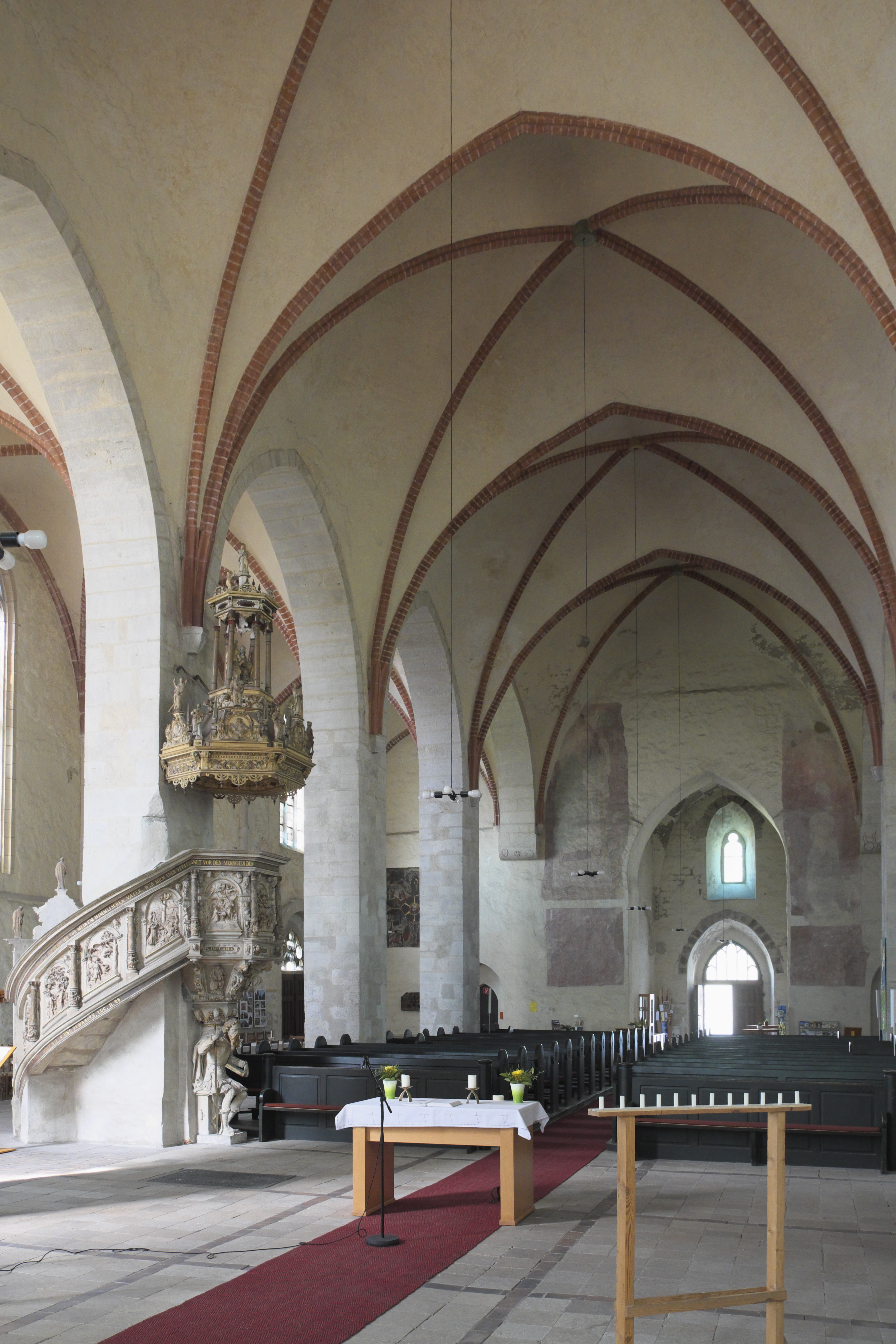
Innenansicht

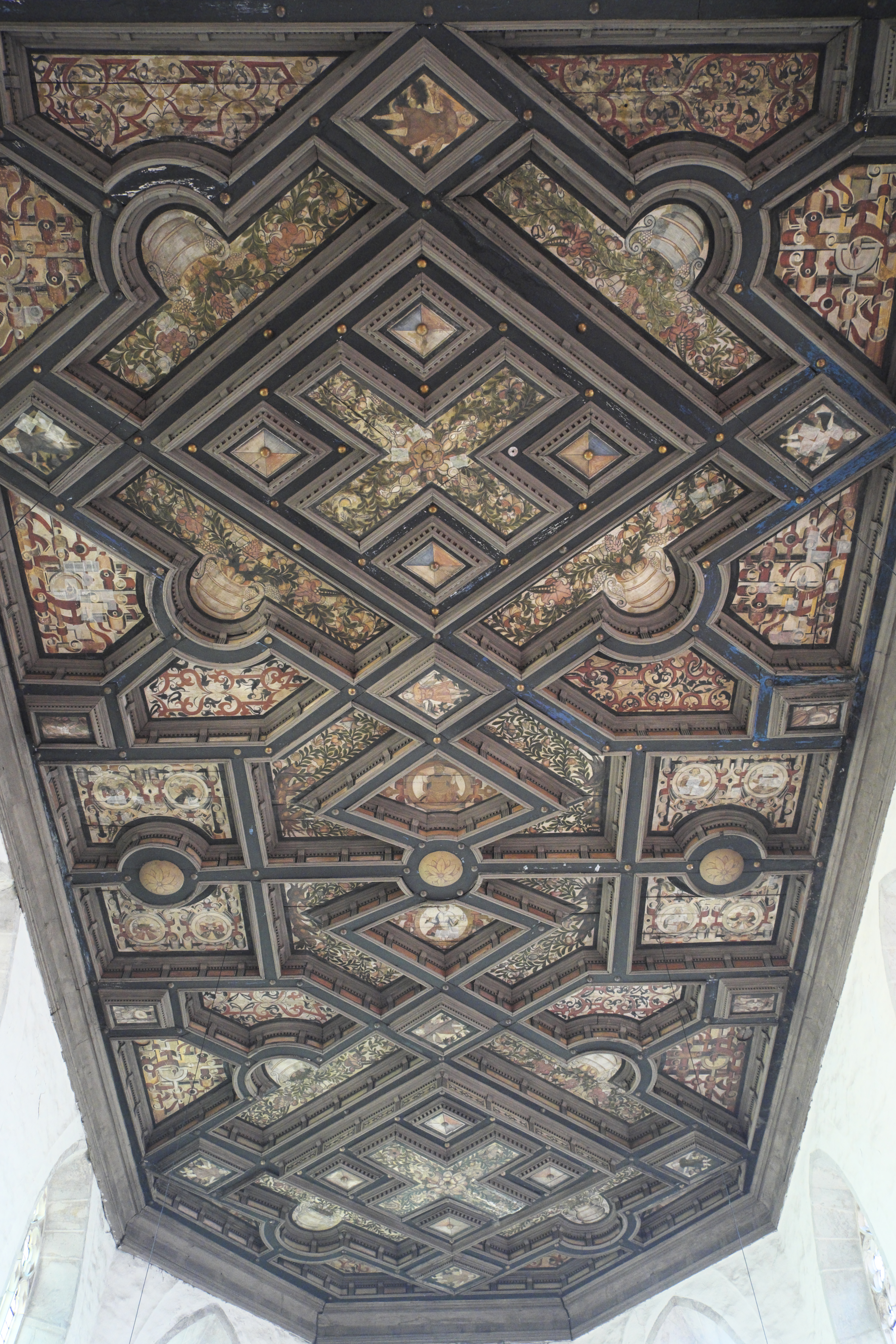
Kassettendecke

Der übrige Teil der Kirche wurde beginnend mit dem (nach einer Indulgenztafel) 1359 geweihten zweijochigen Chor spätgotisch erneuert; danach erfolgte die Erneuerung des fünfjochigen dreischiffigen Langhauses als Hallenkirche, ähnlich den teils abgebrochenen Stadtkirchen in Magdeburg, mit kämpferlosen Spitzbogenarkaden. Die Fertigstellung dieses Umbaus ist nach einer Inschrift 1412–1455 erfolgt. Der Chor wurde aus älteren Granitquadern ohne Strebepfeiler errichtet, obgleich er ursprünglich gewölbt war. Die Spitzbogenfenster zeigen reiches Maßwerk mit einer Schräge aus Sandstein.
Noch reicher ist die Südseite des Langhauses als Schauseite ausgebildet, deren dreiteilige Maßwerkfenster breiter als diejenigen des Chores sind und teils noch mit Schräge, auf der Südseite aber durchgehend mit Kehle versehen sind. An der Südostecke befinden sich über den Fenstern vorgeblendete Maßwerkbögen mit freihängenden Lilienenden. Die Strebepfeiler sind mit Figurenkonsolen versehen. Diese reichen Schmuckformen des Weichen Stils gehen wohl auf das Vorbild von St. Nikolai (Zerbst) zurück. Der reizvolle Ostgiebel des Schiffes wurde erst 1567 in Backstein neu errichtet und ist in quadratische Felder unterteilt, die mit Schweifbögen im äußeren Umriss belebt sind.
Portale befinden sich an der Südseite im ersten und vierten Joch der Südseite und im vierten Joch auf der Nordseite. Das letztere Portal ist mit einer Vorhalle aus dem letzten Viertel des 14. Jahrhunderts versehen, deren Giebel mit Kleeblattbögen und einem Relief einer Heiligen belebt sind. Das erstgenannte Portal ist als Hauptportal im Gewände mit Krabbenschmuck und flankierenden Fialen hervorgehoben.
Das Innere zeigt im Langhaus Kreuzgewölbe mit Backsteinrippen zumeist über Konsolen; nur an der Südseite werden diese von Diensten getragen. Sie zeigen besonders im Südseitenschiff stark gebuste Gewölbekappen. Der Chor besitzt seit 1592 eine reichgeschmückte bemalte Felderdecke, deren Bemalung mehrfach restauriert wurde.
Im Chorpolygon sind zwei Sakramentsnischen erhalten, deren eine spätgotisch mit Krabben und Fialen architektonisch gerahmt ist; die andere zeigt eine gemalte Rahmung mit Agnus Dei im Medaillon. Links und rechts neben dem Durchgang zur Turmhalle wurden Reste  von  spätgotischen Wandmalereien aus dem 2. Viertel des 15. Jahrhunderts freigelegt. Eine Restaurierung des Innern wurde 1956 bis 1962 durchgeführt.

## Ausstattung
Die Hauptstücke der Ausstattung sind prachtvolle Werke der Renaissance. Der reichgeschmückte Altar ist ein Werk von 1607 von Michael Spieß aus Magdeburg. Er besitzt einen architektonischen Aufbau aus Sandstein mit Reliefs aus Alabaster, die das Passahmahl, das Abendmahl als Hauptbild und im Aufsatz die Kreuzigung darstellen. Darüber ist eine Auferstehungsgruppe angeordnet. Es finden sich weiter zahlreiche Freifiguren, die beidseitig des Hauptfelds Johannes den Täufer und Christus als Schmerzensmann darstellen.
Demselben Künstler wird ebenfalls der 1611 datierte Taufstein zugeschrieben, der in sechs kleinen figurenreichen Reliefs Szenen aus dem Alten und Neuen Testament zeigt. Unsicher ist die Zuschreibung der Kanzel von 1608 an Michael Spieß, die aber mit Sicherheit aus seinem Umkreis stammt und eine ähnlich hohe Qualität zeigt. Der sechseckige Kanzelkorb wird von einer Paulusfigur getragen. Die rundbogigen Felder am Kanzelkorb zeigen in Alabasterreliefs getrennt von Säulen aus farbigem Marmor die Verkündigung, die Geburt, die Auferstehung und das Jüngste Gericht; an der Treppe sind alttestamentarische Szenen, an der Tür der Salvator mundi und die Tugenden dargestellt. Am hölzernen Schalldeckel sind Rundgiebel mit den Reliefs der vier Evangelisten und Luthers angebracht.
Ein Epitaph für den 1599 verstorbenen Bürgermeister Johannes Rudolph ist ebenfalls von Michael Spieß und zeigt den Menschen zwischen Tod und Erlösung nach dem Vorbild von Lucas Cranach. An der Westwand des südlichen Seitenschiffs ist ein Rest eines hölzernen spätgotischen Epitaphs erhalten, das zwei Gruppen von drei knienden Figuren jeweils vor einer größeren Schar von Kindern zeigt. In der Turmhalle findet sich ein Grabstein des Priesters Johannes Ricke († 1363) mit der Ritzzeichnung des Verstorbenen und ein Inschriftgrabstein mit dem Datum 1689. Weitere barocke Grabsteine aus dem 17./18. Jahrhundert sind an den Außenwänden der Kirche aufgestellt. Die Orgel ist ein Werk mit zwei Manualen und 22 Registern und wurde 1969 von der Firma Eule aus Bautzen errichtet.